# Az egri ménes mind szürke
Az egri ménes mind szürke kezdetű magyar nóta a Fityfiritty c. népszínműből való, melyet 1890. szeptember 26-án mutattak be a Népszínházban. A darab szerzője Relle Iván, zenéjét Lányi Géza szerezte.
Bartók Béla feldolgozta énekhangra és zongorára.

## Felvételek
- Az egri ménes. Bojtor Imre  YouTube (2010. június 16.)  (Hozzáférés: 2016. május 3.) (audió)
- Van két lovam, Az egri ménes. Nagy Atis  YouTube (2013. november 3.)  (Hozzáférés: 2016. május 3.) (audió) 3:21–4:21. lakodalmas
- Az egri ménes... Lendvai Sándor  YouTube (2009. október 19.)  (Hozzáférés: 2016. május 3.) (audió) citera
- Még azt mondják a faluban... Tisza tamburazenekar  YouTube (2014. január 16.)  (Hozzáférés: 2016. május 3.) (audió) 3:34–4:13.